# Лосиці
Лоси́ці (пол. Łosice) — місто в східній Польщі, на річці Точна, притоці Західного Бугу. Адміністративний центр Лосицького повіту Мазовецького воєводства.

## Історія
За даними митрополита Іларіона (Огієнка), 1428 року вперше згадується православна церква в селі. Український історик Іван Крип'якевич датує першу згадку про церкву в селі 1580 роком.
За даними етнографічної експедиції 1869—1870 років під керівництвом Павла Чубинського, у місті переважно проживали римо-католики, меншою мірою — греко-католики, які здебільшого розмовляли українською мовою. 1872 року місцева греко-католицька парафія налічувала 774 вірян.

## Населення
Демографічна структура станом на 31 березня 2011 року:
|          | Загалом | Допрацездатний вік | Працездатний вік | Постпрацездатний вік |
| -------- | ------- | ------------------ | ---------------- | -------------------- |
| Чоловіки | 3465    | 680                | 2455             | 330                  |
| Жінки    | 3726    | 680                | 2239             | 807                  |
| Разом    | 7191    | 1360               | 4694             | 1137                 |